# Einar Már Guðmundsson
Einar Már Guðmundsson, född 18 september 1954 i Reykjavik, är en isländsk författare. Einar studerade litteraturvetenskap och historia vid universitetet i Reykjavik. 1979 fortsatte han sina studier i Köpenhamn där han bodde sex år. Han debuterade som författare med diktsamlingarna Sendisveinninn er einmana och Er nokkur í kórónafötum hér inni? 1980. Framför allt är det som romanförfattare han har blivit känd. Den så kallade Reykjaviktrilogin består av debutromanen Riddarar hringstigans (Riddarna av runda trappan) från 1982, Vingslag i takrännan samt Regndropparnas epilog, 1990. Berättelsens utgångspunkt är pojken Jóhann Pétursson och hans tillvaro i 1960-talets Reykjavik.
1995 mottog Einar Már Guðmundsson Nordiska rådets litteraturpris för romanen Universums änglar (Englar alheimsins). Handlingen är förlagd till ett psykiatriskt sjukhus i Reykjavik. Där vårdas huvudpersonen Páll som har schizofreni. Han tillägnade romanen sin bror som efter år av psykisk sjukdom tog sitt liv. Boken filmatiserades med regi av Friðrik Þór Friðriksson. Einar Már Guðmundsson fortsatte sitt författarskap med släktkrönika i tre delar bestående av romanerna Fotspår på himlen (1999), Drömmar på jorden (2002) och Namnlösa vägar (2004). Einar Már Guðmundsson räknas som en av de främsta isländska författarna i sin generation.
Einar Már Guðmundsson var en av förgrundsgestalterna i de folkliga protester som följde på Island i och med landets finansiella och politiska kris. Bland annat krävde han regeringen Haardes avgång samt nyval. Einar Már Guðmundsson skildrade den turbulenta tiden i det isländska samhället i skriften Hvita bokin.

## Svenska översättningar
(Samtliga i översättning av Inge Knutsson)
- 1986 – Riddarna av runda trappan (Riddarar hringstigans)
- 1988 – Vingslag i takrännan (Vængjasláttur í þakrennum)
- 1990 – Regndropparnas epilog (Eftirmáli regndropanna)
- 1993 – Röda dagar (Rauðir dagar)
- 1996 – Universums änglar (Englar alheimsins)
- 1998 – I oredans öga (dikter)
- 1999 – Fotspår på himlen (Fótspor á himnun)
- 2002 – Drömmar på jorden (Draumar á jörðu)
- 2004 – Namnlösa vägar (Nafnlausir vegir)
- 2005 – Det poetiska motståndet: betraktelser över berättarkonsten
- 2006 – Beatlesmanifestet (Bítlaávarpið)
- 2015 – Kungar av Island (Íslenskir kóngar)

## Priser och utmärkelser
- 1995 – Nordiska rådets litteraturpris för Universums änglar
- 1999 – Karen Blixen-medaljen
- 2002 – Riddare av Isländska falkorden
- 2012 – Svenska Akademiens nordiska pris